# Шишкин, Василий Алексеевич
Василий Алексеевич Шишкин (6 января 1927 — 10 ноября 2007) — советский металлург, Герой Социалистического Труда (1971).

## Биография
Родился в 1927 году. В 1941—1943 работал бондарем. После учёбы в училище с 1945 года работал на КМК до 1968 года. С 1968 года работает на ЗСМК старшим разливщиком металла. 30 марта 1971 году получил звание Героя Социалистического труда.

## Награды
- Орден Ленина (1971), (1974);
- Орден Знак Почёта (1966);
- Медаль За трудовое отличие (1949);
- Медаль За особый вклад в развитие Кузбасса (2003)